# Leptopus hainanensis
Leptopus hainanensis är en emblikaväxtart som först beskrevs av Elmer Drew Merrill och Woon Young Chun, och fick sitt nu gällande namn av Antonina Ivanovna Pojarkova. Leptopus hainanensis ingår i släktet andrakner, och familjen emblikaväxter. Inga underarter finns listade i Catalogue of Life.